# Gettin’ Old
| Оценки критиков | Оценки критиков |
| Источник        | Оценка          |
| --------------- | --------------- |
| AllMusic        | [ 1 ]           |

Gettin’ Old (с англ. — «Старею») — четвёртый студийный альбом американского кантри-музыканта Люка Комбса, который вышел 24 марта 2023 года на лейбле Columbia Nashville. Он вышел менее чем через год после его третьего альбома Growin’ Up (2022) — оба альбома были записаны вместе и задумывались как альбомы-компаньоны. Альбом предварял лид-сингл «Love You Anyway». На следующий день после выхода альбома Комбс отправится в мировое турне.
Альбом достиг первого места в кантри-чартах Австралии и Великобритании.

## История
Комбс записал Growin’ Up и Gettin’ Old вместе, но решил выпустить их как два отдельных альбома. Название первого промо-сингла «Growin’ Up and Gettin’ Old» объединяет эти два альбома, а две обложки также можно поставить рядом. Комбс стал соавтором 15 из 18 треков, и альбом также включает кавер-версию песни Трейси Чепмен «Fast Car». Как и альбом-компаньон, Комбс выступил сопродюсером вместе с Чипом Мэтьюсом и Джонатаном Синглтоном. Комбс заявил, что альбом «посвящен тому этапу жизни, на котором я сейчас нахожусь. Я уверен, что многие из нас находятся на этом этапе, прошли или пройдут его», а также о «наступлении совершеннолетия», «любви к тому, что происходит в жизни сейчас, но в то же время тоске по тому, как это было раньше» и «жизни в моменте, но все ещё задаваясь вопросом, сколько времени у тебя осталось».
Комбс раскрыл трек-лист в начале февраля 2023 года.

## Песни
После релиза альбома 24 марта 2023 года сразу шесть песен с него вошли в кантри-чарт Billboard Country Airplay. С момента создания этого рейтинга в 1990 году, Комбс установил рекорд по количеству треков, попавших в топ-60 чарта одновременно от одного исполнителя, не считая праздничных релизов. Этот рекорд был достигнут всего пять раз — и теперь дважды в течение месяца, поскольку Морган Уоллен зарегистрировал шесть титулов в чарте 18 марта, одновременно с выходом его нового альбома One Thing at a Time. До этого Блейк Шелтон в последний раз удостаивался этой чести в 2017 году, после Кенни Чесни в 2008 году и Гарта Брукса в 1997 году. 15-й номер один Комбса в Country Airplay был «Going, Going, Gone», который возглавлял список в течение двух недель в марте, занимает 4-е место. Другие его песни (все дебюты) в текущем чарте: «Five Leaf Clover» (№ 48); «Love You Anyway» (№ 49); «Still» (№ 57); «Growin’ Up and Getting’ Old» (№ 58) и «Hannah Ford Road» (№ 59).
В чарте Hot Country Songs (1 апреля 2023) было 4 трека: «Growin’ Up and Gettin’ Old» (№ 20), «Love You Anyway» (№ 3), «Joe» (№ 22) и «5 Leaf Clover» (№ 15).
Песня «Fast Car» (кавер оригинальной версии Трейси Чепмен был № 6 в 1988 году) в июне 2023 года достигла третьего места в Billboard Hot 100 и стала номером один в Country Digital Song Sales (а также № 2 в Hot Country Songs).

## Отзывы
Альбом получил положительные отзывы музыкальной критики и интернет-изданий (Allmusic).

## Коммерческий успех
Альбом дебютировал на 4-м месте в Billboard 200. Он следует за прошлым релизом Люка Комбса Growin’ Up, который в 2022 году дебютировал на № 2. Новый набор из 18 песен стал пятым альбомом Комбса, попавшим в топ-10 чарта. Gettin’ Old стартовал с 101 000 эквивалентных альбомных единиц, заработанных за первую неделю, что превышает успех Growin’ Up в 74 000 единиц. В сумме за первую неделю продажи нового альбома составили 66 000 единиц SEA (что соответствует 85,4 миллионам официальных on-demand-потоков по требованию 18 песен альбома — самая большая неделя потокового вещания в истории Комбса и третий по величине общий потоковый дебют 2023 года), продажи альбома составили 32 500 единиц, и ещё 2 500 TEA-единиц. Gettin’ Old был поддержан восемью физическими вариантами альбома — двумя CD (стандартная версия и подписанное издание, эксклюзивное для его интернет-магазина), пятью виниловыми пластинками (стандартная чёрная, делюксовое чёрное издание со слипматом [с подписью или без, эксклюзивное для его интернет-магазина], непрозрачное издание белого цвета, эксклюзивное для Amazon, и издание синего цвета, эксклюзивное для Walmart) и кассетами красного цвета.

## Список композиций
| №                   | Название                               | Автор(ы)                                      | Длительность |
| ------------------- | -------------------------------------- | --------------------------------------------- | ------------ |
| 1.                  | «Growin' Up and Gettin' Old»           | Люк Комбс Rob Snyder Channing Wilson          | 3:52         |
| 2.                  | «Hannah Ford Road»                     | Комбс Jamie Davis                             | 3:37         |
| 3.                  | «Back 40 Back»                         | Комбс Ray Fulcher Jeff Hyde Driver Williams   | 3:05         |
| 4.                  | «You Found Yours»                      | Комбс Thomas Archer Dan Isbell James McNair   | 3:11         |
| 5.                  | «The Beer, the Band, and the Barstool» | Комбс Reid Isbell Rob Williford               | 3:37         |
| 6.                  | «Still»                                | Комбс Davis Fulcher D. Isbell Dustin Nunley   | 3:23         |
| 7.                  | «See Me Now»                           | Комбс Kenton Bryant Fulcher McNair            | 4:05         |
| 8.                  | «Joe»                                  | Комбс Erik Dylan James Slater                 | 3:38         |
| 9.                  | «A Song Was Born»                      | Комбс Casey Beathard D. Isbell R. Isbell      | 3:09         |
| 10.                 | «My Song Will Never Die»               | Eric Church Travis Meadows Jonathan Singleton | 4:06         |
| 11.                 | «Where the Wild Things Are»            | Randy Montana Dave Turnbull                   | 3:59         |
| 12.                 | «Love You Anyway»                      | Комбс Fulcher D. Isbell                       | 3:49         |
| 13.                 | «Take You with Me»                     | Комбс McNair Williford                        | 3:26         |
| 14.                 | «Fast Car»                             | Tracy Chapman                                 | 4:25         |
| 15.                 | «Tattoo on a Sunburn»                  | Комбс Fulcher Ben Hayslip D. Isbell           | 3:45         |
| 16.                 | «5 Leaf Clover»                        | Комбс Jessi Alexander Chase McGill            | 3:30         |
| 17.                 | «Fox in the Henhouse»                  | Комбс Davis D. Isbell Nunley                  | 3:54         |
| 18.                 | «The Part»                             | Комбс Bryant Fulcher                          | 3:20         |
| Общая длительность: | Общая длительность:                    | Общая длительность:                           | 65:51        |

## Чарты

### Еженедельные чарты
| Чарт (2023)                              | Высшая позиция |
| ---------------------------------------- | -------------- |
| Австралия (ARIA)                         | 2              |
| Австралия (Country Albums, ARIA)         | 1              |
| Бельгия/Фландрия (Ultratop)              | 156            |
| Канада (Canadian Albums Chart)           | 2              |
| Нидерланды (Album Top 100)               | 97             |
| Ирландия (Irish Albums Chart)            | 6              |
| Новая Зеландия (RMNZ)                    | 2              |
| Норвегия (VG-lista)                      | 6              |
| Шотландия (Scottish Albums Chart)        | 5              |
| Швеция (Sverigetopplistan)               | 33             |
| Швейцария (Schweizer Hitparade)          | 64             |
| Великобритания (UK Albums Chart)         | 5              |
| Великобритания (UK Country Albums Chart) | 1              |
| США (Billboard 200)                      | 4              |
| США (Billboard Top Country Albums)       | 2              |